# Caerau Castle
Caerau Castle är ett slott i Storbritannien.   Det ligger i kommunen Cardiff och riksdelen Wales, i den södra delen av landet, 220 km väster om huvudstaden London. Caerau Castle ligger 75 meter över havet.
Terrängen runt Caerau Castle är huvudsakligen platt, men norrut är den kuperad.  Närmaste större samhälle är Cardiff, 4,9 km öster om Caerau Castle. Runt Caerau Castle är det i huvudsak tätbebyggt.